# Mike Jansen
Mike Jansen is een Nederlandse SF-, fantasy- en horrorschrijver die sinds begin jaren 90 actief is. Hij won in 1991 de Rob Vooren Aanmoedigingsprijs voor beste nieuwkomer in de King Kong Award en samen met Paul Harland de King Kong Award in 1992. In 2012 won hij de jury- en publieksprijs van de Baarnse Cultuurprijs en de SaBi Verhalenforum Thor verhalenwedstrijd. Op 7 april 2013 kreeg hij de Fantastels 2012 Award voor het beste korte verhaal uitgereikt. 7 september 2013 behaalde hij de 3de plaats in de schrijfwedstrijd van het Cultureel Festival Baarn.
Naast zijn activiteiten voor Babel Publications in samenwerking met Roelof Goudriaan werkte Mike ook samen met Peter Kaptein en Michael Del Pino aan het publiceren van Ator Mondis en Cyber Dragon. Verder nam hij viermaal (in 1994, 1995, 1996 en 2003) plaats in de jury van de King Kong Award, Millennium Prijs of Paul Harland Prijs.
Tot 2000 publiceerde Jansen met enige regelmaat in Nederlandse en Belgische tijdschriften en verzamelbundels.
Na een pauze publiceert Jansen met name weer op de Engelse markt voor fantastische literatuur. Hij werkt regelmatig samen met JWK Fiction, waar hij verhalen publiceert en in 2013 de Engelse versie van "De Falende God" en een verzamelbundel van zijn Engelse verhalen.
In december 2011 publiceerde hij bij Verschijnsel zijn debuutroman De Falende God.
Sinds september 2013 is hij lid van de Horror Writers Association.
In oktober 2013 publiceerde Jansen bij JWK Fiction zijn eerste Engelse bloemlezing, Ophelia in my arms, een verzameling van enkele oudere verhalen maar met name nieuwer werk.